# Johannes Hoffmann (Politiker, 1890)

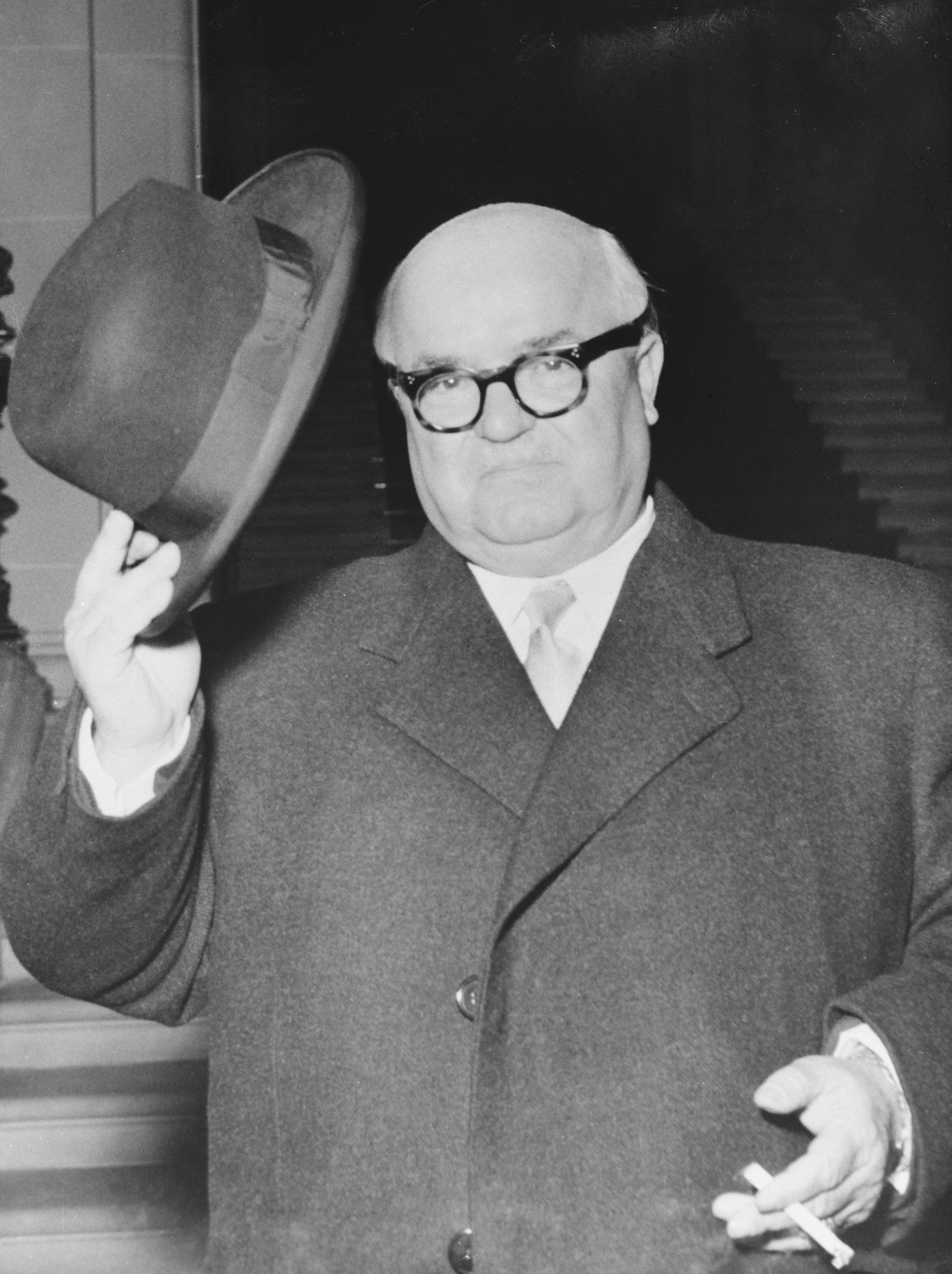
Johannes Hoffmann bei der Abstimmung über das Saarstatut (1955)

Johannes (eigentlich Johann Viktor) Hoffmann (* 23. Dezember 1890 in Landsweiler-Reden im Landkreis Ottweiler; † 21. September 1967 in Völklingen, im Volksmund „Joho“ genannt) war ein saarländischer Politiker (CVP). Er war von 1947 bis 1955 der erste Ministerpräsident des damals autonomen, unter französischem Einfluss stehenden Saarlandes.

## Leben
Johannes Hoffmann wurde 1890 in Landsweiler-Reden in der damaligen preußischen Rheinprovinz geboren. Als Sohn eines Bergmanns stammte er aus einfachen Verhältnissen. Nach dem Abitur am Trierer Kaiser-Wilhelm-Gymnasium studierte er erst katholische Theologie an der Universität Trier mit dem Ziel, Priester zu werden. Bald schon änderte er aber seine Meinung, wechselte an die Albert-Ludwigs-Universität Freiburg und studierte Journalismus. Nach Beginn des Ersten Weltkriegs meldete er sich freiwillig, kämpfte unter anderem in der Türkei und erhielt den Eisernen Halbmond.

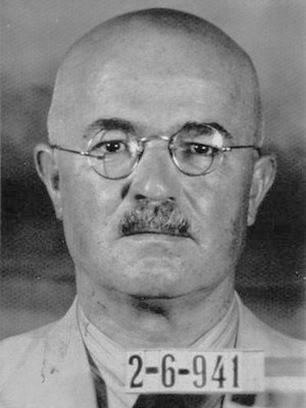
Hoffmann bei der Einreise nach Brasilien 1941

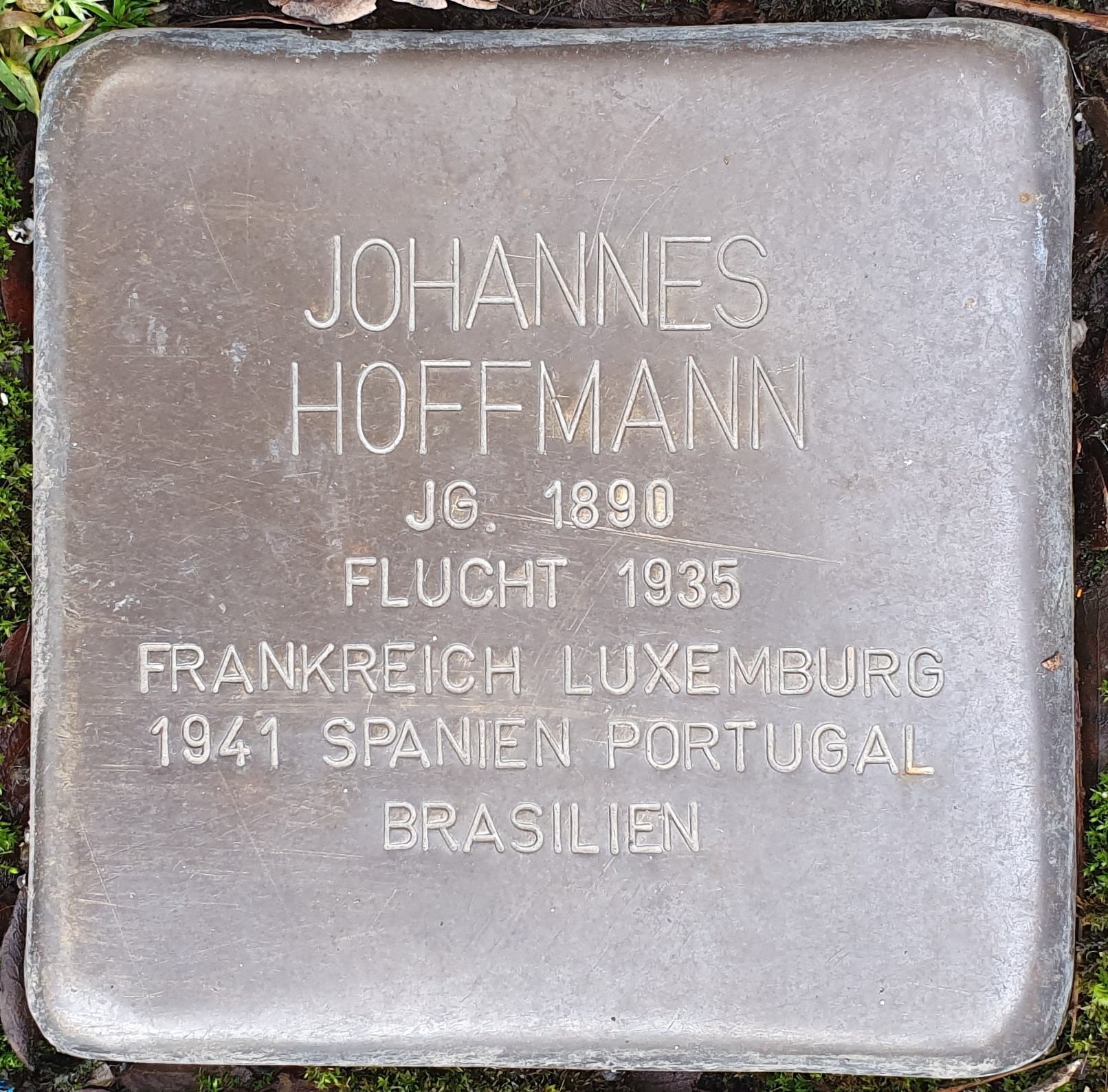
Stolperstein in Trier

Nach dem Ersten Weltkrieg arbeitete Hoffmann als Journalist bei der Zeitung Germania, Zentralorgan der Deutschen Zentrumspartei, in Berlin und lebte in Berlin-Lichterfelde in der Jägerstraße 18b (heute Nr. 18d). Am 1. Oktober 1929 wurde er Chefredakteur der Saarbrücker Landeszeitung, der größten katholischen Zeitung an der Saar. Bis 1933 setzte er sich für die Rückgliederung des seit 1920 unter Mandatsverwaltung des Völkerbundes stehenden Saargebietes in das Deutsche Reich ein. Er bezog nach der Machtergreifung Hitlers in der saarländischen Presse, die zu diesem Zeitpunkt noch frei war, Stellung gegen die Nationalsozialisten. Im Jahr 1934 wurde er deshalb in einer Aktion vorauseilenden Gehorsams als Chefredakteur entlassen. Daraufhin gründete er die Neue Saarpost und kämpfte in seinen Artikeln gegen das nationalsozialistische Regime und gegen den Anschluss des Saargebiets an den NS-Staat.
Nach der Saarabstimmung am 13. Januar 1935 emigrierte er mit seiner Familie zunächst nach Luxemburg, später nach Frankreich. Die Trennung von seiner Familie, die in Luxemburg verblieb, war durch seine Berufsausübung bedingt. 1936 wurde ihm die deutsche Staatsangehörigkeit entzogen. Aus Angst vor deutschen Repressalien verweigerte ihm die luxemburgische Regierung eine Zulassung als Journalist, so dass er nur wenige Artikel im Luxemburger Wort veröffentlichen konnte. Um seine Familie zu ernähren, pachtete er einen Bauernhof. Er war aktiv in der Volksfrontbewegung Lutetia-Kreis. Im Jahr 1939 erhielt er eine Anstellung beim deutschsprachigen Programm des französischen Rundfunks in Paris. In seinen Sendungen berichtete er über Verbrechen des nationalsozialistischen Regimes. Im Jahr 1940 wurde er zu Beginn des Westfeldzugs von den Franzosen in Audierne im Département Finistère (Bretagne) interniert. Nach dem Zusammenbruch Frankreichs flüchtete Hoffmann in die unbesetzte Zone. Bis 1941 versteckte er sich in einem Kloster in der Provence. Im Jahr 1941 musste er fliehen, ohne die Familie mitnehmen zu können, deren ungewisses Schicksal ihn bedrückte. Mit Hilfe eines gefälschten Passes gelang die Emigration über Spanien zunächst nach Portugal, und weiter nach Brasilien, wo er bis 1945 verblieb. In Rio de Janeiro wurde er vom kanadischen Botschafter in dessen Haus aufgenommen. Er war Mitinitiator und Leiter der Freien Deutschen Bewegung in Brasilien. 1943 starb sein Sohn Hans-Joachim neunzehnjährig als Soldat der Deutschen Wehrmacht an der Ostfront. „Für Hoffmann stand der Tod seines geliebten Sohnes symbolhaft für das durch Hitler verursachte Leid und die apokalyptischen Verwerfungen in Europa nach 1933, die er zu verantworten hatte.“ Darauf basierte sein auf  Völkerverständigung auf übernationaler Ebene zielendes politisches Engagement nach dem Krieg.

## Politik
Hoffmann kehrte 1945 ins Saarland zurück, war Gründungsmitglied der Christlichen Volkspartei des Saarlandes (CVP) und wurde deren Landesvorsitzender. Die Wahl erfolgte aufgrund seiner persönlichen Integrität fast einstimmig. Zugleich wurde er Herausgeber der Saarländischen Volkszeitung (Parteiorgan der CVP) und Mitherausgeber der Neuen Saarbrücker Zeitung. Im Jahr 1947 war er Präsident der Verfassungskommission und der gesetzgebenden Versammlung des Saarlandes, die die Verfassung des Saarlandes verabschiedete. Von 1947 bis 1955 war er saarländischer Ministerpräsident. Im Jahr 1950 erreichte er ein Ende des französischen Besatzungsstatuts für das Saarland.
Aufgrund seiner Politik war das Saarland ab 1953 faktisch ein autonomer Staat, der jedoch weiterhin unter französischem Einfluss stand. Die Politik Hoffmanns und der CVP war geprägt durch eine enge wirtschaftliche und politische Bindung an Frankreich, bei gleichzeitiger aktiver Sozialpolitik und autoritärer Innenpolitik. Sein Ziel war es, „für die Saar eine Lösung zu finden, die zur Entspannung des deutsch-französischen Verhältnisses beiträgt und die notwendige europäische Einheit fördert“ (Hoffmann). Er verfolgte dabei eine separatistische Politik mit dem Ziel, das Saarland nicht nur wirtschaftlich, sondern auch politisch von Deutschland zu trennen.
Hoffmann befürwortete das 1954 zwischen Frankreich und der Bundesrepublik Deutschland ausgehandelte Saarstatut zur „Europäisierung“ des Saarlandes im Rahmen der Westeuropäischen Union. Nach der Saarabstimmung 1955, bei der die Mehrheit der Bevölkerung das Saarstatut und damit die Europäisierung der Saar ablehnte, trat er als Ministerpräsident zurück. Eine vor der Abstimmung gegen ihn gerichtete Losung der gegnerischen Parteien des Deutschen Heimat-Bunds hieß: „Der Dicke muss weg.“

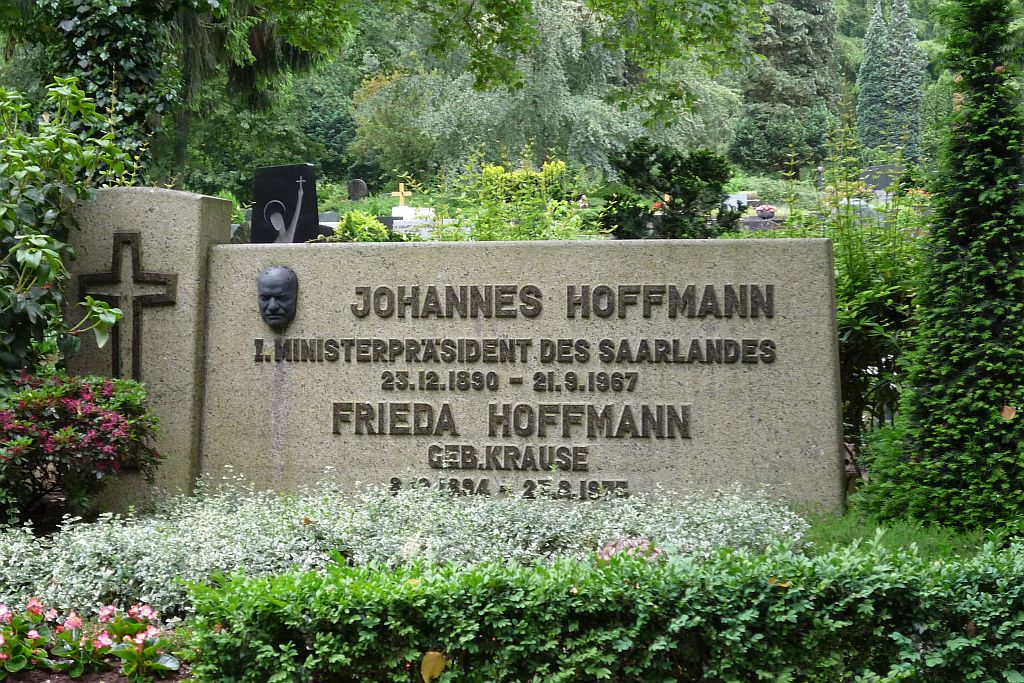
Grab von Johannes Hoffmann in Saarlouis

Im Jahr 1956 zog er sich endgültig aus der Politik zurück. Er veröffentlichte 1963 noch das Buch Das Ziel war Europa, in dem er die Ziele seiner Politik skizzierte und eine Bilanz seiner Regierungszeit gab. Hoffmann starb 1967 in Völklingen und wurde auf dem Friedhof Neue Welt in Saarlouis beerdigt – sein Grab liegt direkt neben dem seines politischen Gegners und späteren Nachfolgers Hubert Ney.

## Zitat über Hoffmann
„Es ist schwer, sich aus engen nationalen Vorbehalten herauszulösen, Gewohnheiten und jahrhundertealte Vorurteile zu überwinden, um sich entschlossen auf den Weg des Fortschritts und der Zukunft zu stellen. Es ist das Verdienst klar sehender Männer, versucht zu haben, ihrer Zeit vorauszueilen, und es ist das Verdienst von Herrn Präsident Hoffmann, sich trotz der Schwierigkeiten, trotz der Unpopularität dieser Aufgabe gewidmet zu haben.“

## Sonstiges

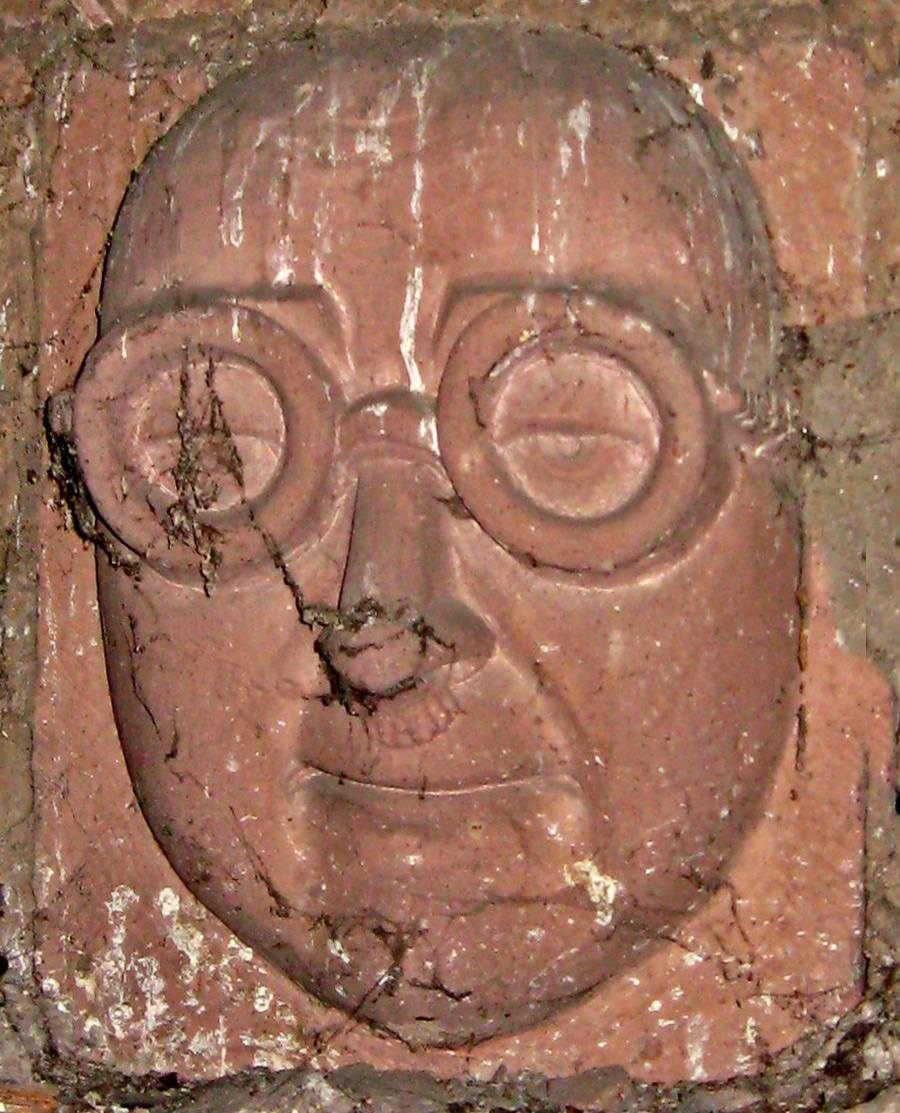
Relief im Saardom

Hoffmann heiratete 1919 in Berlin-Lichterfelde die Verkäuferin Frieda Krause, gebürtig aus Reppist, Kreis Calau in Brandenburg. Mit ihr hatte er sechs Kinder. Einer seiner Söhne wurde Mönch bei den Oblaten der Unbefleckten Jungfrau Maria, in deren Kloster sich Hoffmann von 1940 bis 1941 versteckt hatte.
Der Name „Joho“ entspricht dem Kürzel, mit dem Hoffmann seine Zeitungsartikel kennzeichnete. Der Schmähbegriff „Der Dicke“ wurde von Heinrich Schneider – den er dafür im Gegenzug auch gern als „Heini Schneider“ bezeichnete – geprägt.
Einer Anekdote nach zeigt ein in Sandstein geschlagenes Abbild im Saardom Hoffmann. Das Relief sollte ursprünglich zum Dank für die Zuwendungen Hoffmanns zur Beseitigung der im Zweiten Weltkrieg entstandenen Kriegsschäden angebracht werden. Da jedoch die Unterstützung geringer ausfiel als versprochen, wurde das Relief für den Kirchenbesucher unsichtbar über dem Kirchenschiff angebracht.

## Nachwirkung

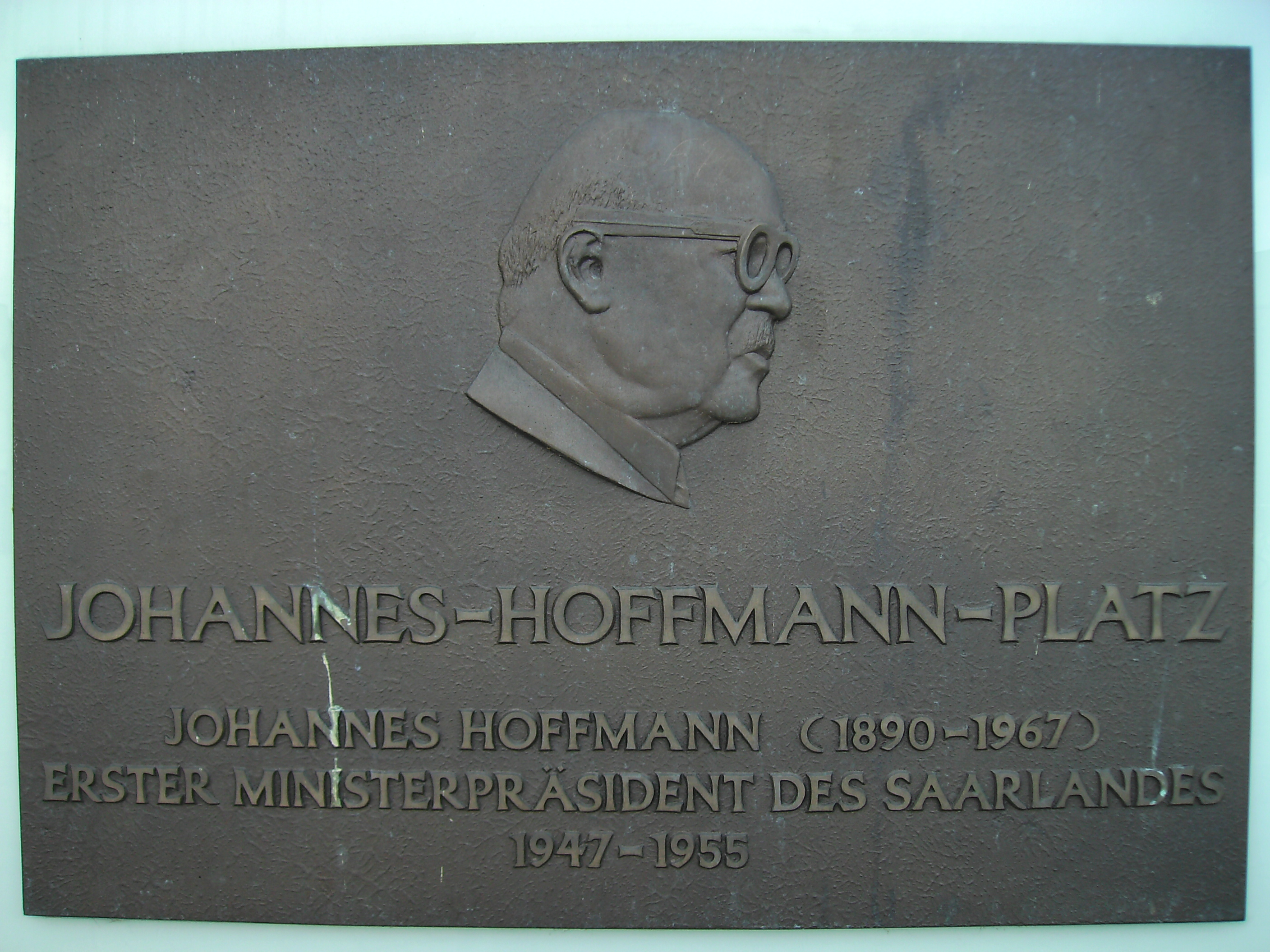
Bronze-Plakette an der Saarbrücker Congresshalle

Die Bedeutung Hoffmanns als Politiker in der Nachkriegszeit ist umstritten. Bereits in den 1950er Jahren war er Zielscheibe von Kritik. So war auf einem Plakat der sogenannten „Heimatbundparteien“, die sich für eine Ablehnung des Saarstatuts einsetzten, zu lesen: „Joho, der falsche Bergmannssohn, verkauft die Saar um Judaslohn“. Auch noch Jahrzehnte nach der Abstimmung von 1955 setzen ihn Kritiker als „Landesverräter“ oder „Kollaborateur“ herab. Seine Regierungszeit wurde als „Demokratur“ verspottet. In Rückblick auf Hoffmanns Leistungen wurde häufig vergessen, dass die von ihm verfolgte Europäisierung der Saar auch ein erklärtes Ziel der Bundesregierung unter Bundeskanzler Konrad Adenauer war. 
2001 erfuhr er eine späte Ehrung, als ein Straßenviertel in Saarlouis nach ihm benannt wurde. Im Jahr 2002 wurde der neu gestaltete Platz vor der Saarbrücker Congresshalle „Johannes-Hoffmann-Platz“ benannt. Dies war in der Bevölkerung nicht unumstritten, wie sich unter anderem in Leserbriefen an die Saarbrücker Zeitung zeigte. Im Jahr 2008 wurde Hoffmann erstmals mit einer umfassenden Biografie gewürdigt. Der Autor Heinrich Küppers, Historiker an der Bergischen Universität Wuppertal, stellte Hoffmann als Politiker dar, dem zu Unrecht mangelnder Patriotismus vorgeworfen wurde.

## Kabinette
- Kabinett Hoffmann I, Kabinett Hoffmann II, Kabinett Hoffmann III, Kabinett Hoffmann IV

## Schriften
- Johannes Hoffmann: Am Rande des Hitlerkrieges. Tagebuchblätter. Vorw. und Hrsg.: Heinrich Küppers. [Mit Anm. zu den Tagebuchblättern]. Gollenstein, Blieskastel 2005. Reihe: Malstatter Beiträge aus Gesellschaft, Wissenschaft, Politik und Kultur. ISBN 3-935731-86-8
- Das Ziel war Europa: Der Weg der Saar 1945–1955, Olzog 1956.
- „Wille und Weg des Saarlandes“, Rede in der 100. Sitzung des Saarländischen Landtages am 6. April 1951, Saarländische Verlags Anstalt & Druckerei, Saarbrücken 1951, 18 pp.
- „Wir rufen zur christlichen Solidarität“. Rede auf dem 6. Landesparteitag der CVP vom 7. bis 9. Dezember 1951 in Saarbrücken